# Norman Ackermann
Norman Ackermann (13 de agosto de 1983) es un deportista alemán que compitió en esgrima, especialista en la modalidad de espada. Ganó una medalla de plata en el Campeonato Mundial de Esgrima de 2003, en la prueba por equipos.

## Palmarés internacional
| Campeonato Mundial | Campeonato Mundial | Campeonato Mundial | Campeonato Mundial |
| Año                | Lugar              | Medalla            | Prueba             |
| ------------------ | ------------------ | ------------------ | ------------------ |
| 2003               | La Habana (Cuba)   | Medalla de plata   | Espada por equipos |